# Resolutie 112 Veiligheidsraad Verenigde Naties
Resolutie 112 van de Veiligheidsraad van de Verenigde Naties werd op 6 februari 1956 met unanimiteit aangenomen door de Veiligheidsraad van de Verenigde Naties.

## Inhoud
De Veiligheidsraad had de aanvraag van Soedan voor VN-lidmaatschap bestudeerd, en beval de Algemene Vergadering aan om Soedan toe te laten als VN-lidstaat.

## Verwante resoluties
- Resolutie 86 Veiligheidsraad Verenigde Naties (Indonesië)
- Resolutie 109 Veiligheidsraad Verenigde Naties (16 landen)
- Resolutie 115 Veiligheidsraad Verenigde Naties (Marokko)
- Resolutie 116 Veiligheidsraad Verenigde Naties (Tunesië)

Lijst ·  111 ·  112 ·  113 ·  114 ·  115 ·  116 ·  117 ·  118 ·  119 ·  120 ·  121